# 율리아 마티야스
율리아 마티야스(독일어: Julia Matijass, 1973년 9월 22일~)는 독일의 유도 선수이다. 2004년 하계 올림픽에서 여자 엑스트라라이트급 동메달을 획득했다.